# Meconella
Meconella — рід квіткових рослин з родини макових. Включає три види, що поширені вздовж західного узбережжя Північної Америки від Британської Колумбії до Каліфорнії.

## Опис
Однорічні рослини. Стебла прямостоячі, поодинокі або гіллясті, облистнені переважно біля основи. Листки, що знизу утворюють розетку, ростуть на крилатих черешках. Стеблові листки сидячі, ростуть супротивно або мутовками. Поодинокі квітки ростуть у пазухах листків або на верхівці стебла. Чашолистків 3. Пелюсток віночка 6. Тичинок в одному завитку — 4-6, або в двох завитках — близько 12. Маточка складається з 3 плодолистків. Однокамерний, зав'язь подовжена. Плід — прямостояча, сильно витягнута коробочка. Має кілька чорних насінин.

## Види
- Meconella californica Torr. & Frém.
- Meconella denticulata Greene
- Meconella oregana Nutt.